# Цоло Тодоров
Цоло Тодоров е български революционер, сред организаторите и ръководителите на Белоградчишкото въстание от 1850 година.

## Детство
За детството на Цоло Тодоров се знае малко. Той е роден в чипровското село Белимел. Когато е на дванадесетгодишна възраст родителите му, подложени на преследвания и гонения от турците в родното му село се изселват в село Толовица, Видинско. На следващата година местен спахия съсича невръстния брат на Цоло – Павелчо. Една година по-късно Цоло убива от засада убиеца на брат си и бяга в Сърбия. Започва работа като ратай. Жени се и се установява в Щип, където жена му почива при раждане, а той оставя детето си за отглеждане. За следващия период от около десет години не се знае нищо за живота му.

## Зряла възраст
Около двадесет и пет годишен, Цоло се завръща в Толовица и става овчар. При събирането на данъка в натура Цоло прави впечатление на началника на видинския гарнизон, тъй като разделил младите животни от старите и ги сортирал по цвят и качества в различните яхъри, и е произведен в събирач на този вид данък за целия Видински санджак. Определен е за „баш кнез“ на Толовица и околните села Макреш, Горни Турчин, Подгоре, Раяновци, Раковица и Рабиша. Тодоров получава правото да очертае границите на селата, като започне от село Толовица, което той извършва, възседнал един бял кон. Цоло Тодоров става най-едрият земевладелец и съответно данъкоплатец в целия санджак, както личи от данъчните регистри. Построява си къща в Толовица, но се установява в Белоградчик, където се задомява с бездетна жена на име Стойна.

## Белоградчишко въстание
Въпреки заеманото високо положение във Видинския санджак, социално-икономическите условия и политическата обстановка довеждат до участието на Цоло Тодоров в назряващите революционни събития, като той ги оглавява, и се превръща в инициатор и един от главните ръководители на Белоградчишкото въстание от 1850 година.
В началото на годината в Раковишкия манастир, разположен в отдалечена планинска местност, се събира комитет, който взема решение въстанието да започне на 1 юни. В манастира се пази като изключително ценна реликва „кървавото съзаклятие“ – документ, подписан с капки кръв от участниците. В списъка са двеста имена, предимно башкнезове от цялата област. За ръководители са избрани кнез Цоло Тодоров, кнез Петко Маринов, кнез Иван Кулин, Вълчо Бочов Куюмджията, Лило Панов, Първан Стамболията и други. Изработва се план за военните действия. Според него въстаниците ще бъдат разделени на три подразделения, които ще атакуват и поставят под обсада Видин, Белоградчик и Лом. За ръководител на Ломския отряд е избран капитан Кръстьо, дядо Игнат от село Раковица е поставен начело на Белоградчишкия отряд, а Първан Върбанов – на Видинския.
Въстанието започва на 1 юни в с. Воднянци, като капитан Кръстьо повежда хората си към Лом. Селяните са въоръжени с брадви, вили, колове, малцина имат огнестрелно оръжие. Разгромени са от малобройния, но тежко въоръжен Ломски гарнизон. Капитан Кръстьо е убит, Иван Кулин се насочва с отблъснатите въстаници в помощ на обсадата на Белоградчик.
Петко Маринов обсажда Видин начело на няколко хиляди селяни. Омер паша Латас получава нареждане да извърши спешно поход от Босна и Херцеговина към Видин, но когато пристига въстаниците са отдавна разгромени от местния гарнизон и отряди на башибозука, след като разузнаването е донесло, че са зле въоръжени.
Връх във военно отношение е обсадата на Белоградчик. Той е обсаден на 8 юни от повече от десет хиляди селяни, които в продължение на десет дни го държат под обсада с изградени три укрепителни линии. Между селяните е имало неколцина, които са посещавали военна школа в Белград, участвали са в сражения в Сърбия: капитан Петко Маринов и капитан Кръстьо. Въстаниците и тук са зле въоръжени: с парите, дадени от Цоло Тодоров и другите селски първенци, действително са закупени пушки от Сърбия, но при една от доставките барутът се оказва примесен с пепел, което го прави негоден за употреба. Въстаниците удържат артилерийския огън, но не могат да предприемат атака, тъй като са въоръжени само с хладни оръжия и само някои хора имат пушки. След разгрома на въстаниците при Лом и Белоградчик турците обединяват силите си и атакуват. При първите сражения са отблъснати. Предприетата нова офанзива на 19 юни завършва с поражение за българите. След окончателния разгром на въстанието турците се отдават на нечувани жестокости, за които подробни сведения събират всички дипломатически представители в Цариград и Белград.
Няколко дни преди началото на въстанието обаче, Цоло Тодоров и неговите съратници сред първенците от Белоградчик са арестувани, което именно дава повод за възникване на една от версиите, че Стойна, съпругата на Цоло, е издала съзаклятието на властта. Друга версия е, че сръбското правителство е информирало валията на Видин за преговорите за доставки на оръжие и барут.
Арестуваните са отведени в калето на Белоградчик и са подложени на изтезания. По-специално е било отношението към Тодоров като към предишно доверено на властта лице. От него се искало да признае, че е извършил грях пред Бога, като се е надигнал срещу установения ред на нещата, но той не се съгласява. Тогава отсичат първо лявата му китка и я поставят за няколко секунди в пламъка на огъня, за да се затвори раната. След което искат от него да признае, че е извършил грях и да го заявява публично пред раята, където и както му кажат, след което ще го пуснат и той пак ще си бъде Цоло Тодоров, господарят и чорбаджията. Цоло отвръща с мълчание и така мълчи, докато последователно отсичат и дясната му китка, и стъпалата на краката му. Чак след това е обезглавен заедно с другите арестувани. Останалите не са били подложени на това изтезание, тъй като не са били обществено значими фигури.

## Наследство
Въпреки заслугите, които Тодоров има към историята на Видинския санджак и Белоградчишкото въстание от 1850 г., за него няма подробна биография, обособена като отделен научен труд. Най-подробните извори са изследването „Въстанието в Северозападна България през 1850 г.“ на историка Страшимир Кучев и историческия роман „Лето 1850“ на писателя Владимир Зарев.
На лобното място на Тодоров и другите посечени първенци се издига възпоменателна плоча. Родната му къща музей в село Толовица не функционира, така както е затворен за посещения освен в един ден в годината и Раковишкият манастир, също архитектурно-исторически паметник.
Неговото име носи днес улица в Белоградчик.